# Liste der Stolpersteine in Kamp-Lintfort
Die Liste der Stolpersteine in Kamp-Lintfort enthält alle Stolpersteine, die im Rahmen des gleichnamigen Projekts von Gunter Demnig in Kamp-Lintfort verlegt wurden. Mit ihnen soll an Opfer des Nationalsozialismus erinnert werden, die in Kamp-Lintfort lebten und wirkten.
| Bild | Person / Inschrift | Adresse              | Verlegedatum  | Zusätzliche Informationen |
| --- | --- | -------------------- | ------------- | --- |
| Bild gesucht Die Wikipedia wünscht sich an dieser Stelle ein Bild vom Ort mit diesen Koordinaten 51.5037827 6.5153063 . Motiv: Stolperstein Stolpersteine für Familie Cahn Falls du dabei helfen möchtest, erklärt die Anleitung , wie das geht. BW  | Hier wohnte Elisabeth Else Cahn Jg. 1896 deportiert 1941 Riga 1944 Stutthof ermordet 8.1.1945                                                                               | Abteiplatz 2 ·       | 14. Dez. 2015 | |
| Bild gesucht Die Wikipedia wünscht sich an dieser Stelle ein Bild vom Ort mit diesen Koordinaten 51.5037827 6.5153063 . Motiv: Stolperstein Stolpersteine für Familie Cahn Falls du dabei helfen möchtest, erklärt die Anleitung , wie das geht. BW  | Hier wohnte Rosa Cahn Jg. 1933 deportiert 1941 Riga ermordet | Abteiplatz 2 ·       | 14. Dez. 2015 | |
| Bild gesucht Die Wikipedia wünscht sich an dieser Stelle ein Bild vom Ort mit diesen Koordinaten 51.5037827 6.5153063 . Motiv: Stolperstein Stolpersteine für Familie Cahn Falls du dabei helfen möchtest, erklärt die Anleitung , wie das geht. BW  | Hier wohnte Thea Cahn Jg. 1925 deportiert 1941 Riga ermordet | Abteiplatz 2 ·       | 14. Dez. 2015 | |
| Bild gesucht Die Wikipedia wünscht sich an dieser Stelle ein Bild vom Ort mit diesen Koordinaten 51.5037827 6.5153063 . Motiv: Stolperstein Stolpersteine für Familie Cahn Falls du dabei helfen möchtest, erklärt die Anleitung , wie das geht. BW  | Hier wohnte Walter Cahn Jg. 1895 'Schutzhaft' 1938 Dachau deportiert 1941 Riga ermordet                                                                                     | Abteiplatz 2 ·       | 14. Dez. 2015 | |
| Bild gesucht Die Wikipedia wünscht sich an dieser Stelle ein Bild vom Ort mit diesen Koordinaten 51.5037827 6.5153063 . Motiv: Stolperstein Stolpersteine für Familie Cahn Falls du dabei helfen möchtest, erklärt die Anleitung , wie das geht. BW  | Hier wohnte Pia Philippine Eichwald Jg. 1889 deportiert 1941 Riga ermordet                                                                                                  | Abteiplatz 2 ·       | 14. Dez. 2015 | |
| Bild gesucht Die Wikipedia wünscht sich an dieser Stelle ein Bild vom Ort mit diesen Koordinaten 51.50301 6.5511 . Motiv: Stolperstein Stolperstein für Ernst Altheide Falls du dabei helfen möchtest, erklärt die Anleitung , wie das geht. BW      | Hier wohnte Ernst Altheide Jg. 1902 im Widerstand/KPD verhaftet 2.11.1936 verurteilt 'Hochverrat' Zuchthaus Wuppertal Zwangsarbeit Bombensuchkommando tot 8. Feb.1944       | Kirchplatz 17 ·      | 10. Juni 2022 | Er wurde im Prozess gegen den Kamp-Lintforter Paul Ulrich, der später nach Moers verzog, zu zehn Jahren Zuchthaus verurteilt und starb am 29. Januar 1944 bei der Arbeit in einem Bombensuch-Strafkommando in Duisburg-Laar.                                                                  |
| Bild gesucht Die Wikipedia wünscht sich an dieser Stelle ein Bild vom Ort mit diesen Koordinaten 51.4983 6.56193 . Motiv: Stolperstein Stolperstein für Anton Andreijczak Falls du dabei helfen möchtest, erklärt die Anleitung , wie das geht. BW   | Hier wohnte Anton Andreijczak Jg. 1898 im Widerstand/KPD verhaftet 24.5.1935 verurteilt 'Hochverrat' Zuchthaus Wuppertal Zwangsarbeit Bombensuchkommando tot 13. April 1944 | Kattenstraße 65 ·    | 10. Juni 2022 | fand den Tod am 13. Juni 1943 in einem Bombensuchkommando. Er erhielt acht Jahre Zuchthaus im Massenprozess „gegen Jahny und Genossen“, bei dem es 80 Angeklagte des Kreises Moers im Jahr 1936 zusammen auf mehr als 300 Jahre Zuchthaus brachten, unter ihnen 13 Kamp-Lintforter Bergleute. |
| Bild gesucht Die Wikipedia wünscht sich an dieser Stelle ein Bild vom Ort mit diesen Koordinaten 51.49112 6.55768 . Motiv: Stolperstein Stolperstein für Hans Galvelat Falls du dabei helfen möchtest, erklärt die Anleitung , wie das geht. BW      | Hier wohnte Hans Galvelat Jg. 1908 im Widerstand/KPD verhaftet 26.5.1936 verurteilt 'Hochverrat' Zuchthaus Wuppertal Massenerschiessung 13.4.1945 Wenzelnbergschlucht       | Marienstraße 29 ·    | 10. Juni 2022 | verurteilt zu 15 Jahren Zuchthaus, wurde am 13. April 1945 in der Wenzelnbergschlucht bei Langenfeld zusammen mit 71 weiteren Strafgefangenen von einem Kommando der Gestapo ermordet – nur wenige Stunden vor Eintreffen der US-Amerikaner.                                                  |
| Bild gesucht Die Wikipedia wünscht sich an dieser Stelle ein Bild vom Ort mit diesen Koordinaten 51.49786 6.56417 . Motiv: Stolperstein Stolperstein für Dietrich Tembergen Falls du dabei helfen möchtest, erklärt die Anleitung , wie das geht. BW | Hier wohnte Dietrich Tembergen Jg. 1887 verhaftet 20.8.1942 'Feindbegünstigung' Todesstrafe hingerichtet 8.4.1943 Berlin-Plötzensee                                         | Brandshofstraße 18 · | 10. Juni 2022 | |
| Bild gesucht Die Wikipedia wünscht sich an dieser Stelle ein Bild vom Ort mit diesen Koordinaten 51.49019 6.5633 . Motiv: Stolperstein Stolperstein für Franz Tepass Falls du dabei helfen möchtest, erklärt die Anleitung , wie das geht. BW        | Hier wohnte Franz Tepass Jg. 1898 im Widerstand/KPD verhaftet 9.6.1933 Gefängnis Moers tot 8.8.1933 Aktenvermerk Selbstmord                                                 | Auguststraße 107a ·  | 10. Juni 2022 | |